# Mammillaria grusonii
Mammillaria grusonii  (лат.) — суккулентное растение из рода маммиллярия семейства кактусовых. Видовое название дано в честь известного немецкого промышленника и кактусовода XIX века, владельца крупной частной коллекции суккулентов Германа Грузона.
Вид распространён в Мексике (штаты Коауила и Дуранго). Произрастает на высоте от 800 до 1850 метров над уровнем моря.
Растение обычно одиночное (имеет тенденцию оставаться таким и в культивировании).
Стебель шаровидной или цилиндрической формы диаметром до 25 см. Эпидермис светло-зелёный. Сосочки четырёхгранные, с млечным соком. Аксиллы сперва с пухом, позже голые. Колючки прямые, красные, с возрастом становятся белыми. Радиальных колючек от 12 до 14, верхние более короткие, длиной 6-8 мм, сначала имеют красноватый оттенок, позже белые. Центральных колючек обычно две (иногда бывает третья), одна поднимается вертикально (вверх), другая направлена вниз, сильнее чем радиальные, длиной 4-6 мм, оттенком подобные радиальным колючкам. Цветы колокольчатые, светло-жёлтые, до 25 мм в длину и в диаметре. Плоды красные. Семена коричневые.
Mammillaria grusonii начинает цвести при диаметре около 10 см и более. Растение достигает таких размеров из семян примерно через 6 лет.
Растение нуждается в ежегодной пересадке, в первые годы жизни два раза в год, а также в регулярной подкормке.